# Jigme Choedra
Tulku Jigme Choedra (Lhuntse, Bután; 22 de agosto de 1955) es el 70º Je Khempo (Abad Jefe del Cuerpo Monástico Central) de Bután desde 1996, y es la persona que más años de servicio ha prestado en ese cargo.

## Primeros años y educación
Hijo de Yab Rinzin Dorji y Yum Kuenzang Choden. Nació en Lhuentse el 22 de agosto de 1955. Jigme Choedra fue reconocido como la reencarnación de Geshey Pema Tshering, el sabio erudito de Tharpaling en Bumthang.
Jigme Choedra se unió al Monasterio Druk Sanga Chhoeling en Darjeeling, India, a la edad de ocho años. Fue ordenado monje con la aprobación de Drukpa Thuksey Rinpoche y luego estudió con Khenpo Sonam Darge y Khenpo Noryang. Más tarde, estudió en Dudjom Rinpoche en la India.
A la edad de 15 años, regresó a Bután y estudió en el Tango Drupdey en Thimbu bajo la tutela del 68.º Je Khempo, Ngawang Tenzin Dhondup. Recibió las iniciaciones y enseñanzas completas de la tradición Drukpa Kagyu y Dzogchen (la realización más elevada). Dominó las prácticas Mahamudra, la meditación de Naro Choedrug (los seis círculos de Ro-Nyom Kordrug). Tulku también estudió lengua y literatura y los 13 textos filosóficos diferentes bajo el 69.º Je Khempo, Geshey Gendün Rinchen.

## Meditación y retiro
Jigme Choedra completó el Losum Choesum en tres ocasiones, un retiro para la meditación de 3 años, 3 meses y 3 días.

## Principales cargos ocupados
Truelku fue nombrado director del Monasterio de Tango y enseñó lengua y filosofía budista. En 1986, fue designado como "Drapoi Lopen" del Dratshang Lhentshog (Cuerpo Monástico Central), y renunció en 1990. En 1995, el IV Rey Dragón Jigme Singye Wangchuck lo nombró "Dorji Lopen".

## Distinciones honoríficas

### Distinciones honoríficas butanesas
- Real Kabney Azafrán (19/03/1996).
- Orden del Rey Dragón (Druk Gyalpo), Primera Clase (18/12/2018).[3]